# 高階経徳
高階 経徳（たかしな つねのり、天保5年8月9日（1834年9月11日）- 明治22年（1889年）3月23日）は、幕末から明治初期にかけての地下官人（明治維新後は士族扱い）・医師。京都に生まれ孝明・明治天皇の侍医を務める。号は禮園。

## 経歴

### 生い立ち
天保5年、典薬寮医師・高階経由の子として誕生。曽祖父の東逸は光格天皇に、祖父の経宣は光格天皇と仁孝天皇に、父の経由は仁孝・孝明・明治の三帝に、それぞれ医術をもって仕えた家系であった。そのため、経徳も少年時から家塾で医を学び、数えで21歳となった嘉永7年（同年安政に改元）1月22日（1854年2月19日）、典薬寮に出仕し従六位上筑前介に叙任された。

### 典薬寮時代
その後正六位下に進んだ経徳は、文久元年暮れ（1862年1月）に和宮親子内親王が徳川家へ降嫁する際の差添医師の一人として抜擢される。また、経徳は若年ながら天脈拝診を許され、慶応2年の暮れ（1867年1月）に孝明天皇が病に倒れた際は、父の経由などとともに痘瘡との診断を下し、数日後の崩御に到るまで日夜天皇の病床に臨んで治療に従事した。慶応3年9月（1867年10月）に和宮付きの女官であった庭田嗣子が発病したときは、経徳はその治療のため再び江戸へ派遣された。

### 明治時代
明治天皇即位後の慶応4年（1868年、同年明治に改元）、経徳は父経由との連名で「西洋医学御採用方」という建白書を提出した。これは、諸外国への皇威発揚のため、孝明天皇によって禁じられた（実際に禁止された範囲は宮中にとどまるが）西洋医学を広く許容し、また、国民への福祉政策として、医療施設の充実化や社会的弱者への施薬救済を求める内容であった。この建白書は新政府の採用するところとなり、明治の新時代において近代医学が日本に普及する大きなきっかけとなった。
この年に、経徳は従五位下筑前守となるも、翌明治2年の官制変更に伴い律令官がすべて廃止され、筑前守の受領も止められた。新制度において典医たちは大典医・中典医・少典医の職階に分けられ、経徳は従五位大典医に任命され、明治天皇の奠都に供奉して東京に移住する。明治3年には更に制度が改まり、正六位権大侍医となった。
建白書の提出以降、経徳は自ら率先して西洋医学の学習に務めて漢洋両方の医学に通じた。明治7年（1874年）に六等侍医、明治10年（1877年）に宮内省医員などを務め、明治12年（1879年）に五等侍医となり、明治14年（1881年）に四等侍医となり、更に文部省御用掛を兼ねた。明治19年（1886年）2月5日に侍医寮を率いる侍医に任じられ奏任官四等となる。明治天皇の侍医としてのほかに桂宮淑子内親王、尚泰、有栖川宮幟仁親王などの診察も務めた。
医官としての職務に携わる一方、晩年は私塾「好寿院」を開いて医師育成に務める。日本最初の女医である荻野吟子もその門下の1人であった。死の直前に従五位に叙せられた。
明治22年、54歳で死去。染井霊園に葬られた。

## 参考資料
- 京都府立総合資料館 蔵『下橋家資料 地下官人家伝』
- 伊良子光孝『天脈拝診 孝明天皇拝診日記』（「医譚」復刊第47・48号、1976年）
- 京都府医師会 編『京都の医学史』（思文閣出版、1980年）
- 池田文書研究会 編『東大医学部初代綜理池田謙斎 池田文書の研究（上）』（思文閣出版、2006年） ISBN 4784212841